# Sándor Baracs
Sándor Baracs (Boedapest, 17 november 1900 – Driebergen, 5 augustus 2002) was een Hongaars-Nederlandse verzetsstrijder en medewerker van Trouw tijdens de Tweede Wereldoorlog.
Baracs werd geboren in Oostenrijk-Hongarije als derde kind van een geassimileerd joods gezin met ruime belangstelling voor literatuur en klassieke muziek.
Na het gymnasium studeerde hij rechten in Boedapest en München. In 1927 belandde hij in Nederland. Hij werkte als procuratiehouder voor de bank Proehl & Gutmann, het Amsterdamse filiaal van de Duitse Dresdner Bank. In de jaren dertig liet Baracs zich tot Nederlander naturaliseren. Hij was jarenlang voorzitter van de Vereniging voor Hongaren in Nederland.
Al voor het begin van de Tweede Wereldoorlog raakte Baracs betrokken bij de Burgerwacht, vervolgens was hij actief bij de Knokploeg Amsterdam, waarbij hij onder andere wapeninstructies verzorgde voor leden van de latere verzetsgroep CS-6. Ook was hij betrokken bij plannen om de Berlagebrug in Amsterdam op te blazen. In 1943, in de periode dat Baracs ondergedoken was, leerde hij zijn latere echtgenote Hester van Lennep kennen. Samen met Gezina van der Molen, Johan van Hulst en Walter Süskind wisten zij tientallen joodse baby's en kleuters weg te smokkelen en in veiligheid te brengen vanuit de kindercrèche van de Hollandsche Schouwburg aan de Plantage Middenlaan. Ook schreef Baracs voor de verzetskrant Trouw. Hij werkte daarbij samen met onder anderen Sieuwert Bruins Slot op de buitenlandredactie van de krant, en was verantwoordelijk voor de 'frontberichten.'

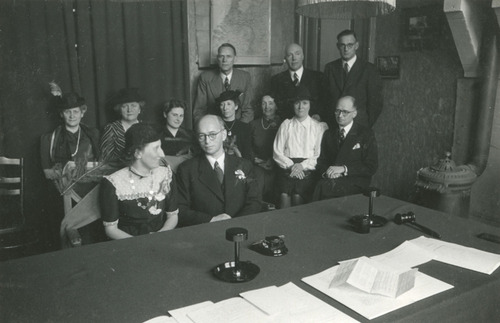
Huwelijk met Hester van Lennep, jan. 1944

Op 20 januari 1944 trouwden Hester van Lennep en Sándor Baracs illegaal en in het grootste geheim voor de Nederlandse wet en dit dankzij mr. A. van den Hoorn, de burgemeester van het dorp Tienhoven bij Utrecht. Deze 'goede burgemeester' schiep er een eer in om tegen de tijdgeest en de Duitse bezetter in te gaan door vervolgden, zoals Joden en onderduikers, te trouwen voor de Nederlandse wet.
Na de oorlog bleef Baracs betrokken bij het lot van de joodse kinderen. Zo werkte hij in opdracht van de Commissie Oorlogspleegkinderen (OPK), waarvan Van der Molen voorzitter was, als directeur van het Bureau Oorlogspleegkinderen (tot 1949). Later was Baracs zakenman. Hij importeerde vruchtensappen vanuit Hongarije (fa. Atlantic) en chemicaliën (NV Unda). Ook verrichtte hij maatschappelijk werk als gezinsvoogd voor de jeugdinstelling Pro Juventute. Van 1966 tot 1970 was hij directeur van de Stichting Kompas ten bate van overzeese studerenden in Nederland.
In 1961 was Baracs mede-oprichter van Children International Summer Villages, afdeling Nederland. Hij zou vele jaren bestuurslid zijn van deze organisatie die, met als doel vriendschap en wederzijds begrip tussen de volkeren, internationale zomerkampen voor kinderen organiseerde. Van 1960 tot en met 1985 was Baracs actief als bestuurslid van de Nederlandse Mozart Vereniging. In 1980 werd Baracs wegens zijn vele verdiensten tot Ridder in de Orde van Oranje-Nassau benoemd. Hij was ook ontvanger van het Verzetsherdenkingskruis.
Baracs overleed in 2002 op 101-jarige leeftijd.